# Elisabeth Grünenwald
Elisabeth Grünenwald (* 20. Juni 1921 in Heilbronn; † 17. November 2018 in Oettingen in Bayern) war eine deutsche Kunsthistorikerin und Archivarin.
Die Tochter des Staatsanwalts Hermann Grünenwald und seiner Ehefrau Clara geborene Häusermann besuchte zunächst die Grundschule und die Realgymnasien in Heilbronn und Ludwigsburg (Abitur 1940). Nach dem Arbeitsdienst studierte sie in Tübingen, Würzburg und Frankfurt am Main Kunstgeschichte, Geschichte und Archäologie. In Frankfurt promovierte sie bei Albert Erich Brinckmann 1945 über Reliefdarstellungen auf Augsburger Goldschmiedearbeiten in der Mitte des 16. bis zur Mitte des 18. Jahrhunderts.
Von 1948 bis 1987 war sie Archivarin, zunächst im Hohenlohe-Zentralarchiv Neuenstein, dann 1954/55 im Stadtarchiv Heilbronn, bevor sie 1955 in die Dienste der Fürsten von Oettingen trat. 1955 wurde sie Leiterin der Fürstlich Oettingen-Spielbergschen Sammlungen, 1963 nach Besuch eines Lehrgangs an der Münchner Archivschule zweite wissenschaftliche Kraft auch am Archiv der Wallersteiner Linie. Zum 1. Januar 1972 wurde sie „in Anerkennung ihrer vorzüglichen Dienste“ zur Archivrätin ernannt. Am 31. August 1987 trat sie als Oberarchivrätin am Oettingen-Spielbergischen Archiv in Oettingen und am Oettingen-Wallersteinischen Archiv in den Ruhestand.
Außer einer Monographie über den Barockkünstler Leonhard Kern (1969) und ihrem landesgeschichtlichen Hauptwerk, der zweibändigen Edition des ältesten Lehenbuchs der Grafschaft Oettingen (1975/76), legte sie eine Fülle von Aufsätzen vor allem zur Landesgeschichte des Rieses und seiner Umgebung vor. Ihre Bibliografie (bis 2001) zählt an die 70 einschlägige Titel.
1981 wurde sie als erste Frau in die Schwäbische Forschungsgemeinschaft gewählt. 1998 wurde sie mit dem Bundesverdienstkreuz am Bande und 2001 mit dem Preis der Rieser Kulturtage ausgezeichnet. In einem Oettinger Altenheim ist sie im Alter von 97 Jahren am 17. November 2018 verstorben.

## Werke (Auswahl)
- Bibliographie bis 2001: Festschrift zur Verleihung des Rieser Kulturpreises 2001, S. 29–34 (Internet Archive).
- Reliefdarstellungen auf Augsburger Goldschmiedearbeiten in der Mitte des 16. bis zur Mitte des 18. Jahrhunderts. Maschinenschriftliche Dissertation Frankfurt am Main 1945.
- Das Porträt des Kanzlers Georg Vogler († 1550). In: Mainfränkisches Jahrbuch für Geschichte und Kunst 2 (1950), S. 130–138
- Leonhard Kern – Bildhauer zu Schwäbisch Hall. In: Schwäbische Heimat 7 (1956), S. 140–143 online
- Georg Kern, der hohenlohesche Baumeister. In: Württembergisch Franken 42 (1958), S. 117–132
- Oettingen. Oettingen 1962
- Ein Beitrag zum Werk Leonhard Kerns. In: Württembergisch Franken 50 (1966), S. 121–130
- Leonhard Kern. Ein Bildhauer des Barock (Forschungen aus Württembergisch Franken 2). Schwäbisch Hall 1969
- Das älteste Lehenbuch der Grafschaft Öttingen. 14. Jahrhundert bis 1477. Einleitung. Oettingen 1975
- Das älteste Lehenbuch der Grafschaft Öttingen. 14. Jahrhundert bis 1477 (Veröffentlichungen der Schwäbischen Forschungsgemeinschaft bei der Kommission für Bayerische Landesgeschichte Reihe 5, Urbare 2). Augsburg 1976 ISBN 978-3-922518-72-3
- Kern, Leonhard. In: Neue Deutsche Biographie (NDB). Band 11, Duncker & Humblot, Berlin 1977, ISBN 3-428-00192-3, S. 515 f. (Digitalisat).
- Burgen und Schlösser im Ries. In: Rieser Kulturtage 3 (1980), S. 90–121
- Ehemalige Wehrkirchen, Wehrfriedhöfe und Kirchenburgen im Ries und in der Grafschaft Oettingen. In: Rieser Kulturtage 4 (1982), S. 133–166
- Die familiengeschichtliche und herrschaftliche Bedeutung der älteren Klöster im Ries und in der Grafschaft Oettingen. In: Rieser Kulturtage 5 (1984), S. 126–189
- Leonhard Kern (1588–1662). Ein Bericht über neue Forschungen zu seinem Werk. In: Württembergisch Franken 70 (1986), S. 69–102
- Harald Siebenmorgen (Hrsg.): Leonhard Kern (1588–1662). Meisterwerke der Bildhauerei für die Kunstkammern Europas (Kataloge des Hällisch-Fränkischen Museums Schwäbisch Hall 2). Sigmaringen 1988 ISBN 3-7995-3301-X – Aufsatz zu Zuschreibungsproblemen und beschreibender Katalog Katalog Nr. 54–111
- Fürstliches Residenzschloß Oettingen. Oettingen 1985, 2. Auflage 1993
- Zur Geschichte der Gemeinden Marktoffingen und Minderoffingen 1143–1993. Marktoffingen 1993 – acht Beiträge
- Die Schreiberfamilie Müller/Molitor aus Deiningen. In: Jahrbuch Historischer Verein für Nördlingen und das Ries 31 (2006), S. 1–24